# (5603) Rausudake
(5603) Rausudake es un asteroide perteneciente al cinturón exterior de asteroides descubierto el 5 de febrero de 1992 por Kin Endate y el también astrónomo Kazuro Watanabe desde el Observatorio de Kitami, Hokkaidō, Japón.

## Designación y nombre
Designado provisionalmente como 1992 CE. Fue nombrado Rausudake por la montaña en el rango de Shiretoko en Hokkaido. Conocida como el "Shiretoko Fuji", esta montaña de 1661 metros se encuentra en la península de Shiretoko que se adentra en el mar de Ojotsk.
Rausudake forma parte del grupo asteroidal de Hilda.

## Características orbitales
Rausudake está situado a una distancia media del Sol de 3,978 ua, pudiendo alejarse hasta 4,191 ua y acercarse hasta 3,765 ua. Su excentricidad es 0,053 y la inclinación orbital 4,374 grados. Emplea 2898,37 días en completar una órbita alrededor del Sol.

## Características físicas
La magnitud absoluta de Rausudake es 10,7. Tiene 45,677 km de diámetro y su albedo se estima en 0,049. 